# (467067) 2016 DC19
(467067) 2016 DC19 es un asteroide perteneciente al cinturón de asteroides, descubierto el 5 de abril de 2003 por el equipo Spacewatch desde el Observatorio Nacional de Kitt Peak (Arizona, Estados Unidos).